# Bandera de Passanant i Belltall
La bandera oficial de Passanant i Belltall té la descripció següent:
Bandera apaïsada, de proporcions dos d'alt per tres de llarg, blanca, amb el segon terç vertical vermell, carregat amb una creu de Malta blanca, d'amplària 1/5 de la llargària del drap, al centre, i amb els altres dos terços amb una faixa abscissa vermella, d'alçària 3/20 de la del drap i llargària 1/5 de la del mateix drap, al centre.

## Història
Va ser aprovada el 24 de març del 2009 i publicada en el DOGC el 21 d'abril del mateix any amb el número 4168. Està basada en l'escut heràldic de la localitat.